# Pitangueiras (São Paulo)
Pour les articles homonymes, voir Pitangueiras.
Pitangueiras est une municipalité brésilienne de l'État de São Paulo et la Microrégion de Jaboticabal.